# Йозеф Гайст
Йозеф «Пепі» Гайст (31 грудня 1894, Відень — 21 січня 1950, там само) — австрійський футболіст і футбольний тренер. На клубному рівні він грав за ВАФ з 1912 по 1919 рік. Чемпіон Австрії 1914 року. З 1914 по 1917 рік п'ять разів виступав за збірну Австрії. Працював тренером у різних клубах, насамперед в Австрії та у Швейцарії. Володар Кубка Австрії 1922 року з ВАФ і срібний призер чемпіонату Австрії 1927 року з «Брігіттенауер».

## Ігрова кар'єра
У 15 років приєднався до клубу «Норманнія», звідки згодом перейшов у «Нептун». У 17 років став гравцем клубу «Вінер АФ». Згодом отримав перелом ноги, що змусило його зробити тривалу перерву в ігровій кар'єрі.
В 1913 році став у складі ВАФ срібним призером чемпіонату Австрії, а в 1914 році — чемпіоном. Зіграв у тому сезоні 9 матчів і забив 4 голи. В тому ж році зіграв два перших матчі за збірну Австрії проти Італії і Угорщини. В 1915 році ВАФ знову став другим, але Гайст у тому чемпіонаті зіграв лише 1 матч, адже був мобілізований до австрійської армії з початком Першої світової війни. Наприкінці 1915 року був нагороджений Бронзовою медаллю за відвагу. Продовжував грати у футбол, коли отримував відпустки зі Східного фронту. В 1917 році зіграв ще три матчі за збірну. Виступав у матчах проти Угорщини та двічі проти Швейцарії. Черговий перелом ноги в 1917 році призвів до фактичного завершення його ігрової кар'єри.

## Кар'єра тренера
Розпочав тренерську кар'єру в своєму рідному клубі Вінер АФ, який привів до останнього для цієї команди великого успіху, вигравши Кубок Австрії в 1922 році. У фіналі ВАФ переміг з рахунком 2:1 «Аматоре».
З початку 1923 року тренував «Штурм» Грац, де був першим постійним тренером в історії клубу. Іноді виходив на поле в ролі гравця. Восени 1924 року «Штурм» виграв Кубок Граца, випередивши «Хакоах» (Грац), «Грацер» і «Капфенбрг». У сезоні 1926-27 очолив віденську команду першого дивізіону «Брігіттенауер», яку привів до статусу віце-чемпіона.
З 1927 по 1930 рік він працював у команді «Брюль» із швейцарського Санкт-Галлена, що грала у першому дивізіоні. У лютому 1930 року перебрався в «Грацер». Приблизно в той же час тренував «Хакоах» Грац.
У січні 1934 року він змінив покійного австрійського тренера Карла Курца на посту тренера швейцарського «Базеля», де залишався до середини року. Його наступником став ще один австрієць Ріхард Кон.
Після того він працював у словацькому місті Тренчин, потім на два роки з вересня 1935 року очолював клуб з шведського міста Ескільстуна. У січні 1938 року  перейшов до клубу другого швейцарського дивізіону «Вінтертур». У квітні 1941 року став тренером віденської «Адміри».
У липні 1947 року Гайст був найнятий футбольною асоціацією Штирії в на роль тренера асоціації.
З 1939 року Гайст також працював учителем гімнастики та спорту в середній школі у Відні. Помер 21 січня 1950 року у віці 55 років і був похований на Баумгартнерському кладовищі .